# Gary Anderson (giocatore di football americano)
Gary Allan Anderson (Parys, 16 luglio 1959) è un ex giocatore di football americano sudafricano che ha giocato nel ruolo di placekicker nella National Football League (NFL). Fu il primo kicker ad aver una "stagione regolare perfetta" dopo aver segnato tutti i tentativi di field goal e di extra point nella stagione 1998.

## Carriera professionistica
Anderson fu scelto dai Buffalo Bills nel Draft NFL 1982 ma fu svincolato prima dell'inizio della stagione regolare. Nel giro di pochi giornì si accasò come free agent coi Pittsburgh Steelers con cui trascorse dodici stagioni. Nelle stagioni 1995 e 1996, invece, Anderson si trasferì ai Philadelphia Eagles, dopo di che nel 1997 passò San Francisco 49ers.
Anderson si distinse per l'aver indossato una maschera protettiva a una sola barra per tutta la sua carriera, finché la NFL la dichiarò irregolare nella sua ultima stagione, quella del 2004. A Gary e al punter degli Arizona Cardinals Scott Player fu concesso però di continuare ad utilizzarla grazie a una clausola di anzianità.
Nel 1998, Anderson firmò coi Minnesota Vikings, segnando tutti i 35 tentativi di field goal e i 59 tentativi di extra point durante la stagione regolare, diventando il primo kicker a finire con una percentuale di completamento del 100% in entrambi i campi. L'unico suo errore giunse nei playoff, nella finale della NFC contro gli Atlanta Falcons, permettendo ai Falcons di pareggiare la gara e alla fine di vincere ai supplementari, qualificandosi per il Super Bowl XXXIII. Anderson rimase coi Vikings fino al 2002. Nel 2000 superò il leggendario George Blanda diventando il leader di tutti i tempi della NFL per punti segnati (fu superato nel 2006 da Morten Andersen e nel 2017 da Adam Vinatieri). Anderson disputò le sue due ultime stagioni coi Tennessee Titans nel 2003 e 2004. Gary giocò 23 anni nella NFL: solo Morten Andersen e George Blanda ebbero carriere più lunghe.

## Palmarès
- (4) Pro Bowl (1983, 1985, 1993, 1998)
- (2) First-team All-Pro (1985, 1998)
- (1) Second-team All-Pro (1983)
- Giocatore degli special team dell'anno (1998) (condiviso con Deion Sanders)
- PFWA All-Rookie Team - 1982
- Formazione ideale della NFL degli anni 1980
- Formazione ideale della NFL degli anni 1990
- Formazione ideale di tutti i tempi dei Pittsburgh Steelers